# Amando Melón y Ruiz de Gordejuela
Amando Melón y Ruiz de Gordejuela (Saragossa, 22 de gener de 1895 - Madrid, 17 de juny de 1975) va ser un geògraf espanyol.

## Biografia
Malgrat la seva poca fama, Melón y Ruiz de Gordejuela, ha estat Catedràtic de Geografia a la Universitat de Madrid. A més, va ser un dels pares fundadors de la Estudios Geográficos, on també va destacar per ser el director d'aquesta revista.
Però la seva importància va més enllà i és que va pertànyer als Catedràtics de la Reial Acadèmia de la Història des del 21 de març de 1958.
La seva obra més coneguda, Geografía histórica española, va ser escrita el 1928; set anys després d'obtenir la càtedra de Geografia Política i Descriptiva de la Universitat de Valladolid. També va ser el director de l'Institut Juan Sebastián Elcano, així com el creador de l'Escola de Geografia, gràcies al seu deixeble Casas Torres.
Fill d'Esteban Melón del Saz i Ibarra, catedràtic de lògica fonamental de la Universitat de Saragossa; va créixer en una casa plena de germans homes, car els seus pares van tenir set fills. La seva família descenia de l'antiga fidalguia castellana, com el prova la Reial Audiència i Cancelleria de Valladolid. De la seva mare amb prou feines es té informació, però era originària d'Àlaba. De la mort del seu pare Esteban Melón Ibarra, encara es desconeix la data.
Va casar amb Consuelo Infante, filla d'un senador i advocat vallisoletà. Van tenir dos fills: Carlos Melón Infante, traductor del Codi civil alemany i inversigador de Dret Civil al Consell Superior d'Investigacions Científiques; i Fernando Melón Infante, el qual va ensenyar el Dret mercantil a Salamanca.
Va tenir tres nets, tots tres fills d'en Carlos: Carlos, General Conseller Togat i President del Tribunal Militar Central; Gonzalo, Coronel Togat; i Alfons, advocat de l'estat i titular de la Creu de Sant Raimon de Penyafort al mèrit jurídic.
Va estudiar Filosofia i Lletres a la Universitat de Saragossa. El 1921, va obtenir la càtedra de Geografia Política i Descriptiva de la Universitat de Valladolid. Vint-i-set anys més tard, es traslladà a la Complutense.
Ruiz de Gordejuela es va especialitzar en la història de la Geografia, i sobretot de la geografia de la població espanyola.
Va fundar i dirigir la seva revista Estudios Geográficos.

## Obres
- Geografía de Australia y Nueva Zelanda (1933)
- Geografía general o iniciación a la geografía descriptiva (1942)
- Ensayo de Heurística sobre la empresa Magallanes-Elcano  (1951)
- Mil aspectos de la tierra y del espacio (1958)
- Los modernos nomenclátores de España, 1857-1950 (1958)
- Los primeros tiempos de la colonización. Cuba y las Antillas (1952)
- La primera vuelta al mundo (1940)
- La España imperial (1992)
- Alejandro de Humboldt en América española (1932)